# Judge Dredd
För andra betydelser, se Judge Dredd (olika betydelser).
Judge Dredd är en engelsk tecknad serie om en framtida polisstat där lag och ordning upprätthålls av så kallade judges – polis, domare och bödel i ett. Serien skapades 1977 av John Wagner och Carlos Ezquerra för den brittiska tidningen 2000 AD.

## Handling
Serien Judge Dredd är en blandning av postapokalyptisk science fiction och cyberpunk som utspelar sig under 2100-talet. En rad internationella konflikter har förstört stora delar av jorden och mänskligheten har bosatt sig i gigantiska städer. Judge Joseph "Joe" Dredd är en av många av de judges som verkar i Megacity 1, en stad som är en självständig stat styrd av sitt justitiedepartement. Staden är en auktoritär polisstat och judges ("domare") patrullerar stadens gator och upprätthåller lag och ordning. Dessa domarpoliser har också befogenhet att döma och då avrätta brottslingar på plats. Megacity 1 är så stor att den omfattar större delen av östkusten av det nutida USA, från Boston i Massachusetts norr till Charlotte i North Carolina i söder. Dredd är en av dessa domarpoliser och serien följer hans äventyr i och utanför staden. Dredd är den hårdaste av de hårda vilket emellanåt är en källa till satir.
Till skillnad från många andra superhjälteserier, är inte Judge Dredd opåverkad av tidens gång. Han åldras lika snabbt som alla andra, och är i de serier som nyproduceras nu således nästan 30 år äldre än han var när den första serien publicerades 1977.

## Historia
Judge Dredd skapades av John Wagner och tecknaren Carlos Ezquerra, men ursprunget till namnet kom från Pat Mills som ursprungligen hade tänkt sig en helt annan karaktär. Den första publicerade historien tecknades dock inte Ezquerra utan av Mike McMahon, Ezquerra blev så upprörd av detta att det tog fem år innan han tecknade Dredd igen. Judge Dredds uppträdande är inspirerat av Clint Eastwood i filmerna om Dirty Harry, och filmpostern till filmen Death Race 2000. Andra kända illustratörer till Judge Dredd är Brian Bolland, Ron Smith, Steve Dillon, Ian Gibson, Simon Bisley och Cam Kennedy.

### Publicering
Judge Dredd skapades för att publiceras i serietidningen 2000 AD, när denna tidning startades 1977. Den första "Judge Dredd"-episoden publicerades i tidningens andra nummer, eftersom det inte hann bli färdigt till det första numret. Sedan 1984 har Dredd en egen tidning, Judge Dredd Megazine, men publiceras samtidigt fortfarande i 2000 AD.
I Sverige har serien haft en egen tidning, men det längsta sammanhållna publiceringen har varit i antologitidningen Magnum Comics. Vissa längre historier har också publicerats i Magnum Special.

## Avläggare
Serien har givit upphov till flera spinoffserier, såsom Judge Anderson och Armitage.

## I andra medier

### Filmatiseringar

#### Hardware (1990)
1990 kom en film baserad på serien "Shok!" av Steve MacManus och Kevin O'Neill från Judge Dredd Annual 1981. Filmen blev en stor succé. Problemet var att filmskaparna inte frågat innan de använde berättelsen så man stämde filmbolaget, vilket slutade med att McManus och O'Neill listades i efterskott som författare.

#### Judge Dredd (1995)
1995 kom en film baserad på serien med Sylvester Stallone som Dredd. Fans till serien var mycket kritiska till filmen som saknade mycket av den mörka ironiska humorn som är seriens kännetecken. Manuset bröt också i flera fall mot viktiga aspekter i serien; i filmen skildras en kärlekshistoria mellan Dredd och Judge Hershey, något som skulle vara strikt förbjudet i seriens värld. Filmen blev trots stor budget och välkända skådespelare ingen kassasuccé.

#### Dredd (2012)
2012 kom en helt ny film baserad på serien, nu med namnet Dredd.

### Spel
Judge Dredd: Dredd Vs. Death producerades av Rebellion Developments och gavs ut 2003 av Sierra Entertainment till Microsoft Windows, Playstation 2, Xbox och Gamecube. Spelet är en så kallad förstapersonsskjutare.
Judge Dredd (flipperspel) är ett flipperspel från Bally Manufacturing.
Flera andra tv- och datorspel har getts ut på SNES/Super Famicom, Genesis/Mega Drive, ZX Spectrum och Commodore 64.

### Musik
På  Thrashmetalbandet Anthrax tredje album (Among the Living) finns en låt om Judge Dredd som heter "I am the Law," 
Det engelska skabandet Madness har spelat in en singel under pseudonymen The Fink Brothers. Låten heter "Mutants in Mega-City One" och omslaget tecknades av Judge Dredd-tecknaren Brian Bolland. 
Det engelska bandet The Human League har också skrivit en låt om Judge Dredd. "I am the Law" återfinns på deras album Dare.
Manic Street Preachers' sång, "Judge Yr'Self" verkar ha klara influenser från serietidningen, och var från början skriven för att komma med på soundtracket. Låten är utgiven på albumet Lipstick Traces.